# Совет по ценным бумагам и биржам Индии
Совет по ценным бумагам и биржам Индии является регулятором рынка ценных бумаг в Индии.

## Функции и обязанности
Совет обязан должным образом реагировать на потребности трех групп, которые составляют рынок ценных бумаг:
- эмитенты ценных бумаг
- инвесторы
- рыночные посредники.

### Полномочия
- утверждать подзаконные акты фондовых бирж.
- требовать от фондовой биржи внести изменения в свои подзаконные акты.
- проверять бухгалтерские книги признанных фондовых бирж.
- проверять бухгалтерские книги финансовых посредников.
- заставить определенные компании опубликовать свои акции в одной или нескольких фондовых биржах.
- взимать сборы и других пошлины с посредников для выполнения своих функций.
- предоставлять лицензии.
- делегировать полномочия.
- преследовать и судить за нарушение некоторых положений Закона о компаниях.

## Комитеты
- Технический консультативный комитет
- Комитет по обзору структуры институтов рыночной инфраструктуры
- Комитет по инфраструктуре фондов